# Vladislav David
Vladislav David (12. srpna 1927 Brno – 11. března 2014 Brno) byl český právník a profesor mezinárodního práva.

## Život
Po maturitě v roce 1946 se stal studentem brněnské právnické fakulty, kde se při studiu setkal s velikány právní vědy jako byli profesoři František Weyr či Hynek Bulín. Rozhodl se zůstat na fakultě jako asistent u profesora Bulína, avšak Právnická fakulta Masarykovy univerzity byla v roce 1950 zrušena. Vladislav David pak odešel do Prahy s cílem učit právo, avšak to se nenaplnilo. Rezignoval na profesi právníka a snažil se uplatnit jako novinář.
Po uvolnění politických poměrů v 60. letech se podílel na znovuotevření brněnské právnické fakulty. Nastoupil jako odborný asistent na katedru mezinárodního práva a později se stal jejím vedoucím. V únoru 1975 obhájil dizertaci na Právnické fakultě Univerzity Komenského v Bratislavě. V roce 1981 se stal doktorem právních věd a profesorem mezinárodního práva. V tomto období rovněž přednášel na Právnických fakultách Univerzity v Košicích, Praze, Kyjevu, Lipsku, Kodani a Vratislavi.
V 65 letech přestal vyučovat a začal se na plno věnovat advokacii. Po nějaké době se však vrátil do akademického prostředí přednášením mezinárodního práva veřejného na Právnické fakultě Univerzity Palackého. Přitom pokračoval v intenzivní vědecké činnosti, soustředíc se na otázky válečných konfliktů, mezinárodního terorismu a evropského práva. Spolu s P. Sladkým a F. Zbořilem napsal učebnici Mezinárodní právo veřejné, které se dočkalo několika vydání, a ze které se vyučuje nejen na českých právnických fakultách, ale i na Slovensku.
V souvislosti se svou vědeckou činností obdržel v roce 2007 čestný doktorát Univerzity Palackého v Olomouci.

## Některá díla
- K některým otázkám právního statutu Západního Berlína, Universita J. E. Purkyně, 1975
- Sankce v mezinárodním právu, Universita J. E. Purkyně, 1976
- Odpovědnost státu za mezinárodně protiprávní chování, Universita J. E. Purkyně, 1980
- Mezinárodně právní aspekty potlačování mezinárodního terorismu, Univerzita J. E. Purkyně v Brně, 1983
- Úvod do teorie mezinárodního práva, Univerzita J. E. Purkyně v Brně, 1983
- Mechanizm ochrany meždunarodnogo pravoporjadka, Univerzita J. E. Purkyně, 1986
- Mezinárodní zločiny a jejich právní následky, Univerzita J. E. Purkyně v Brně, 1988
- Mezinárodní právo veřejné: vysokoškolská právnická učebnice, Linde, 2006